# Zoltán Dömötör
Zoltán Dömötör, né le 21 août 1935 à Budapest (Hongrie) et mort le 20 novembre 2019 dans la même ville, est un joueur de water-polo hongrois.

## Carrière
Zoltán Dömötör est né à Budapest.
C'est en tant que nageur du relais 4 × 200 nage libre qu'il fait ses débuts en carrière, lors du championnat d'Europe à Turin en 1954.
Zoltán Dömötör fait partie de l'équipe de water-polo hongroise qui remporte la médaille de bronze au tournoi de 1960. Il a joué six matches et marqué neuf buts.
Quatre ans plus tard, il est membre de l'équipe hongroise qui a remporté la médaille d'or au tournoi olympique de 1964. Il a joué les six matches et a marqué sept buts.
Aux Jeux de 1968, il remporte sa deuxième médaille de bronze. Il joue les huit matches et a marqué deux buts.
Il est mort à Budapest le 20 novembre 2019 à l'âge de 84 ans.

## Palmarès

### Championnats d'Europe
- Championnats d'Europe 1954 à Turin (Italie)
  -  Médaille d'or du relais du 4 × 200 m nage libre

## Distinctions
- Prix Bay Béla (hu) en 2001.
- Ordre du Mérite hongrois en 2013.
- Citoyen d'honneur de Budapest (hu) en 2013.